# ژرژ روئس
ژرژ روئس (فرانسوی: Georges Roes‎; ۳ مارس ۱۸۸۹ – ۱۴ مهٔ ۱۹۴۵) تیرانداز اهل فرانسه بود.
وی در مسابقات کشوری و بین‌المللی در مجموع برندهٔ ۲ مدال نقره شده‌است.